# Pressigny, Deux-Sèvres

Pressigny este o comună în departamentul Deux-Sèvres, Franța. În 2009 avea o populație de 202 de locuitori.